# اليوم العالمي لليوغا
اليوم العالمي لليوغا (بالهندية:अंतर्राष्ट्रीय योग दिवस)يُحتفل باليوم العالمي لليوغا سنويًا في 21 يونيو منذ عام 2015، بعد إنشائه في الجمعية العامة للأمم المتحدة في عام 2014. اليوغا هي ممارسة جسدية وعقلية وروحية نشأت في الهند. وقد اقترح رئيس الوزراء الهندي، ناريندرا مودي، في خطابه أمام الأمم المتحدة -في عام 2014- تاريخ 21 يونيو، لأنه أطول يوم في العام في نصف الكرة الشمالي، وله أهمية خاصة في أجزاء كثيرة من العالم.

## أصل
كان رئيس الوزراء، ناريندرا مودي في احتفالات يوم اليوغا في نيودلهي، 21 يونيو 2015. اقتُرحت فكرة اليوم العالمي لليوغا أول مرة من قبل رئيس وزراء الهند الحالي، ناريندرا مودي، خلال خطابه في الجمعية العامة للأمم المتحدة (UNGA)، في 27 سبتمبر 2014،014. إذ قال:
«اليوغا هي هدية لا تقدر بثمن من تقاليد الهند القديمة، تجسد وحدة العقل والجسد، الفكر والعمل، ضبط النفس والوفاء، الانسجام بين الإنسان والطبيعة. إنها نهج شامل للصحة والرفاهية. لا يتعلق الأمر بالتمرين بل باكتشاف الشعور بالوحدة مع نفسك ومع العالم والطبيعة. من طريق تغيير نمط حياتنا وخلق الوعي، يمكن أن يساعد على الرفاهية. دعونا نعمل من أجل تبني يوم عالمي لليوغا».
- ناريندرا مودي، الجمعية العامة للأمم المتحدة
بعد هذا الاقتراح الأولي، تبنت الأمم المتحدة مشروع القرار، بعنوان يوم اليوجا، في عام 2014. عُقدت المشاورات من قبل وفد الهند. في عام 2015 أصدر البنك الاحتياطي الهندي عملة تذكارية بقيمة 10 روبيات بمناسبة اليوم العالمي لليوغا. في أبريل 2017، أصدرت إدارة بريد الأمم المتحدة (UNPA)  10 طوابع على ورقة واحدة للاحتفال باليوم الدولي لليوغا.

## دلالة
يعد شيفا منشئ اليوجا، فهو أديوجي، أول يوغي (أدي = الأول). يحمل الانقلاب الصيفي أهمية في ثقافة اليوغا إذ يُعد بداية اليوجا. تم إحضار اليوغا إلى الناس من قبل Saptarishis (قصة تقول أن Shiva كان جالسًا في تأمل سعيد لسنوات، وتوافد عليه الكثير من الناس بدافع الفضول، ولكنهم تركوه لأنه لم ينتبه أبدًا لأي شخص. ولكن سبعة أشخاص بقوا، كانوا مصممين جدًا على التعلم من شيفا، وظلوا ساكنين مدة 84 عامًا. بعد ذلك، في يوم الانقلاب الصيفي، عندما كانت الشمس تتحرك من الشمال إلى الجنوب، لاحظ شيفا هذه الكائنات السبعة، ولم يعد بإمكانه تجاهلها).
عند اكتمال القمر التالي، بعد 28 يومًا، تحول شيفا إلى Adiguru (المعلم الأول)، ونقل علم اليوغا إلى Saptarishis.

## إعلان الأمم المتحدة
في 11 ديسمبر 2014، قدم الممثل الدائم للهند أسوك موخيرجي مشروع القرار إلى الجمعية العامة للأمم المتحدة، وحظي مشروع النص بتأييد واسع من قبل 177 دولة شاركت في تقديم النص، واعتُمد دون تصويت. لقيت هذه المبادرة دعمًا من العديد من القادة العالميين. شاركت 177 دولة في رعاية القرار، وهو أكبر عدد من الراعين على الإطلاق لأي قرار من هذا القبيل للجمعية العامة للأمم المتحدة.
عند اقتراح 21 يونيو تاريخًا، قال مودي إن التاريخ هو أطول يوم في السنة في نصف الكرة الشمالي (الأقصر في نصف الكرة الجنوبي)، وله أهمية خاصة في أجزاء كثيرة من العالم. من منظور اليوغا، يشير الانقلاب الصيفي إلى الانتقال إلى داكشينايانا.
يُعرف القمر الكامل الثاني بعد الانقلاب الصيفي باسم Guru Poornima. يقال إن شيفا، أول يوغي (أدي يوغي)، بدأ بنقل معرفة اليوغا إلى بقية البشر في هذا اليوم، وأصبح المعلم الأول (أدي جورو).
بعد تبني قرار الأمم المتحدة، أعرب العديد من قادة الحركة الروحية في الهند عن دعمهم لهذه المبادرة. صرح مؤسس مؤسسةIsha ، Sadhguru: «قد يكون هذا نوعًا من حجر الأساس لجعل المقاربة العلمية للرفاهية الداخلية للإنسان شيئًا عالميًا... إنها خطوة هائلة للعالم» ." أشاد مؤسس Art of Living، رافي شانكار، بجهود مودي، قائلًا: «من الصعب جدًا على أية فلسفة أو دين أو ثقافة البقاء دون رعاية الدولة. لقد وجدت اليوغا حتى الآن مثل اليتيم. الآن، من شأن الاعتراف الرسمي من قبل الأمم المتحدة أن ينشر فائدة اليوغا إلى العالم بأسره».